# Хаванская, Анастасия Леонидовна
Анастасия Леонидовна Хаванская (11 ноября 1989, Витебск) — белорусская футболистка, крайняя полузащитница. Выступала за сборную Белоруссии.

## Биография
В начале карьеры выступала за клуб «Университет» (Витебск). Включалась в списки 22-х лучших игроков Белоруссии. Принимала участие в матчах женской Лиги чемпионов.
В 2011 году перешла в российский клуб «Кубаночка» (Краснодар). Дебютный матч в чемпионате России сыграла 23 апреля 2011 года против «Измайлово», отыграв первые 44 минуты. Всего в первом сезоне в краснодарском клубе провела 14 матчей, но была по большей части игроком замены. В сезоне 2012/13 играла за «Дончанку» (Азов), где была основным игроком и провела 18 матчей, забив один гол. Автором своего первого гола в чемпионате России стала 31 мая 2013 года в матче против «Измайлово», принесла своему клубу победу 1:0. Осенью 2013 года вернулась в «Кубаночку» и сыграла 13 матчей в осеннем сезоне, но снова не смогла закрепиться в стартовом составе клуба. В следующем сезоне выступала за саранскую «Мордовочку», где провела 8 матчей.
После расформирования «Мордовочки» в 2015 году на время вернулась в Белоруссию и провела сезон в клубе «Надежда-Днепр» (Могилёв), сыграв 12 матчей и забив 1 гол.
В 2016 году снова выступала в российской «Дончанке» (Азов) и с этим клубом стала победительницей первого дивизиона России. В 2017 году перешла в клуб «Звезда-2005» (Пермь) и по итогам сезона стала чемпионкой России, однако сыграла в том сезоне только 2 неполных матча. Всего за карьеру в чемпионатах России в высшей лиге провела 55 матчей и забила один гол.
О дальнейших выступлениях сведений нет. В начале 2019 года была на просмотре в клубе «Рязань-ВДВ», но команде не подошла.
Выступала за национальную сборную Белоруссии. В отборочных матчах чемпионатов мира и Европы сыграла не менее 15 матчей в 2010—2014 годах.